# Garrigues-Sainte-Eulalie
Garrigues-Sainte-Eulalie è un comune francese di 745 abitanti situato nel dipartimento del Gard, nella regione dell'Occitania.

## Società

### Evoluzione demografica
Abitanti censiti